# Buitenkerk

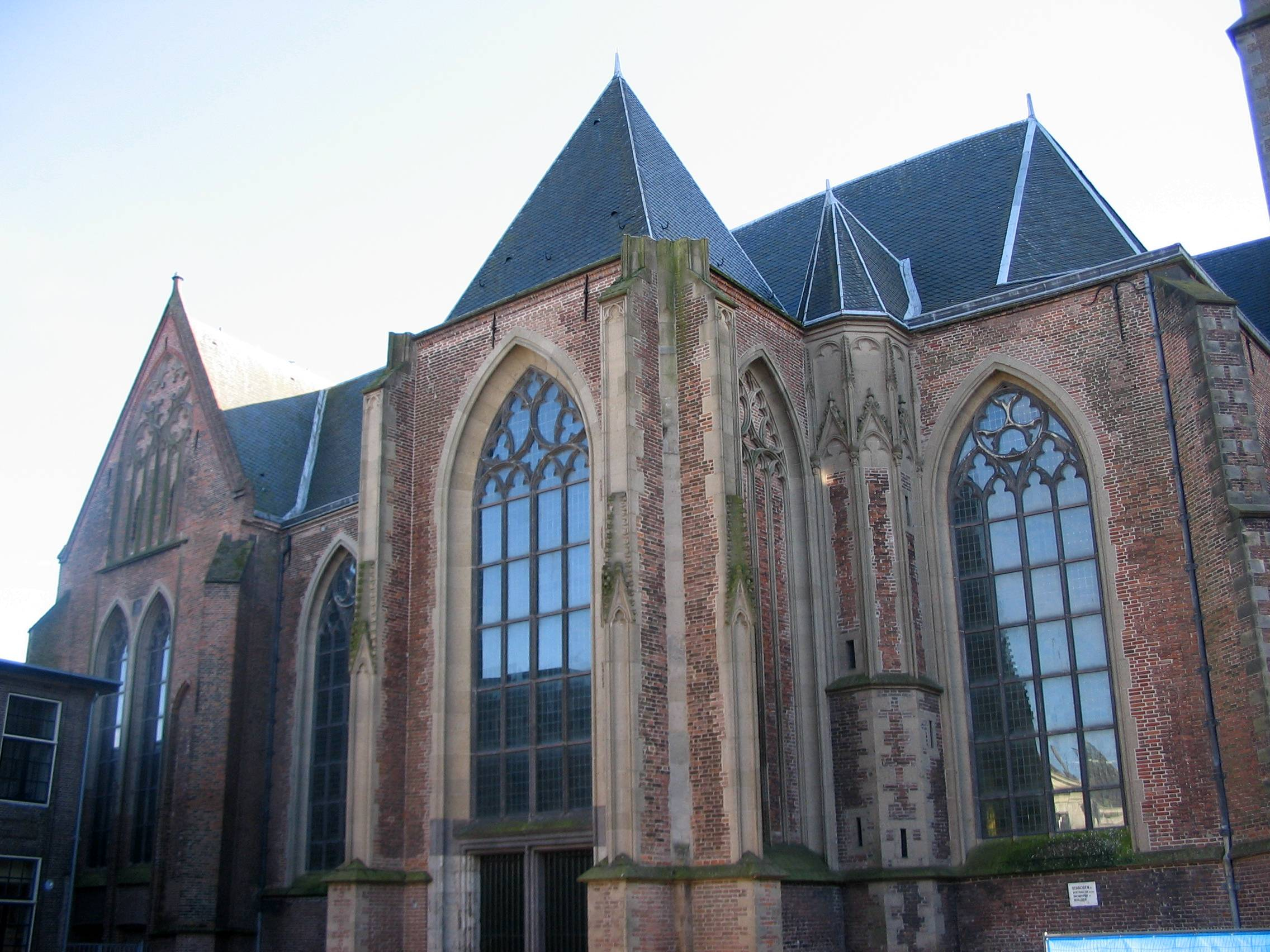
Buitenkerk Kampen

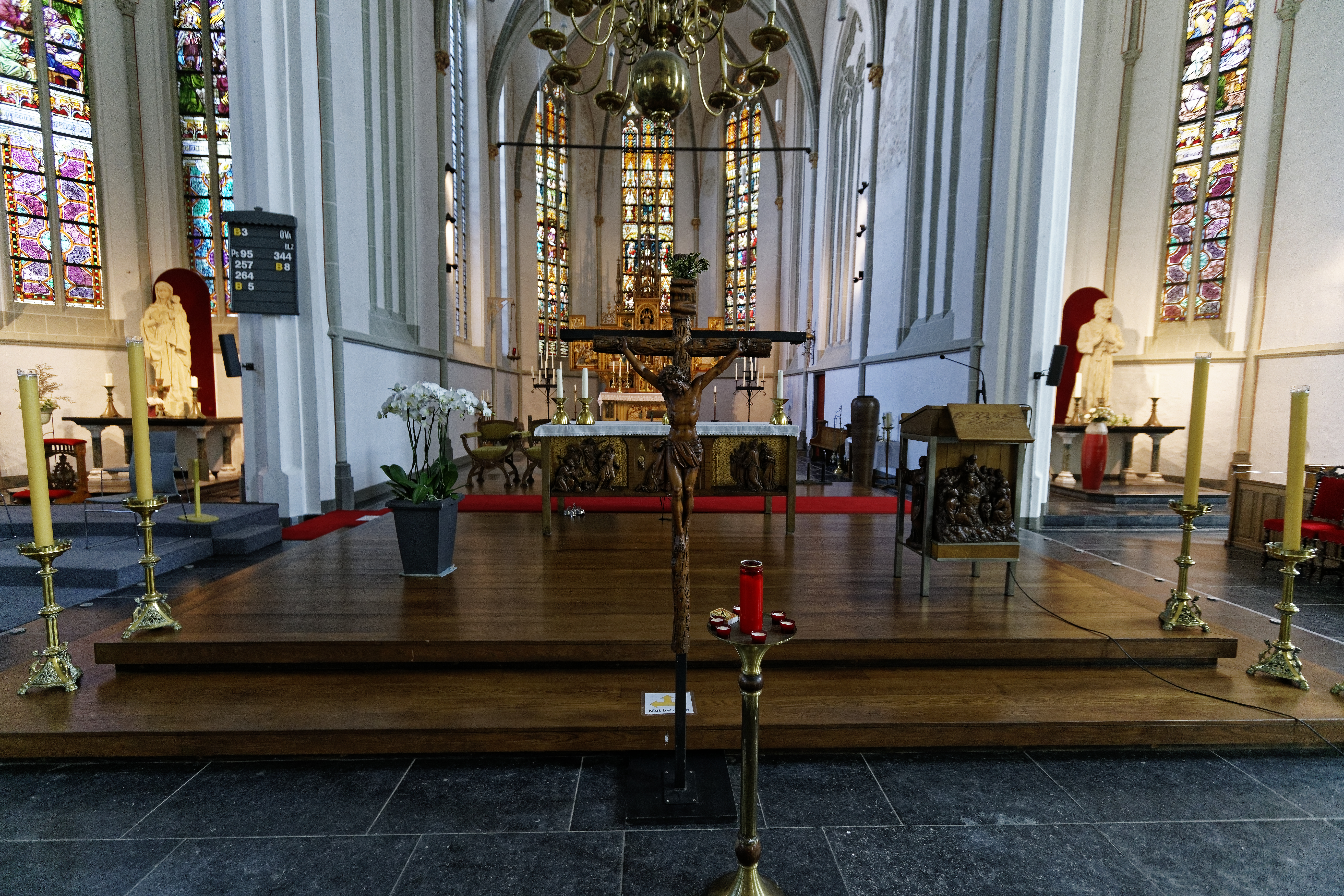
Innenansicht

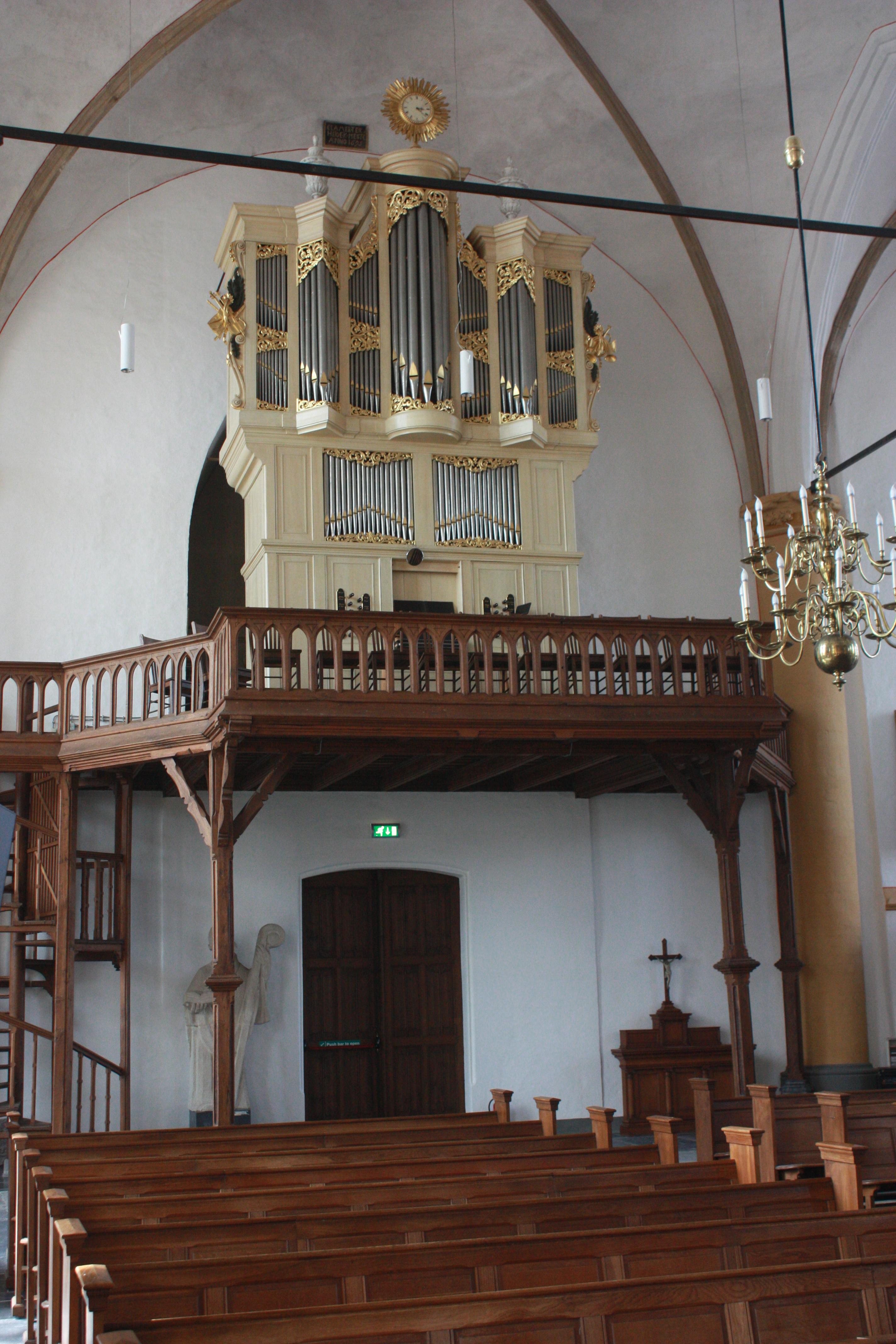
Orgel

Die Buitenkerk (auch: Onze Lieve Vrouw ten Hemelopneming, deutsch: Mariä Himmelfahrt) war die zweite Pfarrkirche von  Kampen in der Provinz Overijssel, als sie gebaut wurde.
Der Name Buitenkerk (deutsch: Außenkirche) wurde im 14. Jahrhundert vom Standort der Kirche, dem neuen Stadtviertel Buitenhoek, das ursprünglich außerhalb der Stadtmauern lag, übernommen. Die Hallenkirche ist ein Beispiel für die Backsteingotik und wird von der römisch-katholischen Kirchengemeinde genutzt.

## Baugeschichte
Im Jahr 1369 begann der Baumeister Rutger von Köln mit dem Bau dieser Marienkirche. Der Chor wurde zuerst erbaut. Ursprünglich als Kreuzkirche geplant, wurde sie später in eine Hallenkirche umgewandelt. In dieser Form mit drei gestaffelten Apsiden ist sie eine der wenigen in den Niederlanden. Der unregelmäßige Grundriss hängt mit einer Reihe von Umbaumaßnahmen zusammen, die das Gebäude im 15. Jahrhundert erfuhr. Schließlich wurde der Turm im Jahr 1453 erbaut. Er ist dreigeschossig mit quadratischem Grundriss und mit einem Pyramidendach abgeschlossen.

## Nutzung, Verfall und Restaurierung
Die Kirche wurde bis etwa 1580 von den römisch-katholischen Gläubigen genutzt. Nach der Eroberung der Stadt durch die Orangisten wurde das Gebäude für reformierte Gottesdienste umgebaut. Gegen Ende des 18. Jahrhunderts wurde das Gebäude kaum noch für Gottesdienste genutzt und verfiel daher. Nachdem der wohlgestaltete Raum um 1800 von mehreren Armeen als Stall genutzt wurde, war der Verfall nicht mehr aufzuhalten.
1809 stellte Louis Bonaparte, König von Holland, die alte Buitenkerk den Katholiken von Kampen zur Verfügung, die sich bis dahin mit zwei kleinen Kirchen begnügen mussten. Der damalige Pfarrer bezeichnete die Kirche abschätzig als „Steinhaufen“. Dennoch hat die kleine katholische Gemeinde die Restaurierung übernommen. Im Laufe des 19. Jahrhunderts folgten mehrere Restaurierungen, die teilweise im Stil der Neugotik ausgeführt wurden.
Der zunehmende Verfall im 20. Jahrhundert führte 1963 zur Schließung des Gebäudes wegen Einsturzgefahr. Die anschließenden umfangreichen Restaurierungsarbeiten wurden 1977 abgeschlossen. Prinz Claus von Amsberg nahm die feierliche Einweihung vor.
Unmittelbar nach Ostern 2010 wurde die Kirche erneut für Restaurierungsarbeiten geschlossen. Dank neuer Techniken konnten die Fundamente an einigen Stellen durch Pfähle verstärkt werden, die durch die Torf- und Tonschichten in eine dicke Sandschicht getrieben wurden. Damit wird der Setzung entgegengewirkt, die jahrhundertelang zu Rissen in Mauern und Gewölben führte. Auch in und um die Kirche wurden Anpassungen und Verbesserungen vorgenommen. Die erste Feier, bei der die Kirche wieder genutzt wurde, war am Ostersonntag 2011.

## Orgel
Die Orgel geht zurück auf ein Werk von Jan van Covelen aus dem Jahr 1505, von dem jedoch nach zahlreichen Umbauten und Renovierungen im Lauf der Jahrhunderte nur noch wenig Originalsubstanz aus dieser Zeit übriggeblieben ist. Die heutige Orgel kann als ein mehrfach restauriertes Werk von Albertus Antonius Hinsz von 1754 mit 20 Registern auf zwei Manualen und Pedal angesehen werden.